# La Petite-Raon
La Petite-Raon là một xã, nằm ở tỉnh Vosges trong vùng Grand Est của Pháp. Xã này có diện tích 9,09 kilômét vuông, dân số năm 1999 là 913 người. Xã này nằm ở khu vực có độ cao trung bình 360 m trên mực nước biển.
Dân địa phương tiếng Pháp gọi là Petit-Raonnais.

## Biến động dân số
| Năm | 1962 | 1968 | 1975 | 1982 | 1990 | 1999 |
| --- | ---- | ---- | ---- | ---- | ---- | ---- |
| Dân số | 1228 | 1386 | 1409 | 1147 | 982  | 913  |
| From the year 1962 on: No double counting—residents of multiple communes (e.g. students and military personnel) are counted only once. |      |      |      |      |      |      |